# Форгель Михайло Якубович
Михайло Якубович Форгель (27 серпня 1952, с. Новосілка Підволочиського району Тернопільської області — 29 вересня 2006, м. Тернопіль) — український діяч культури, театрознавець. Заслужений діяч мистецтв України (2002). Художній керівник Тернопільського академічного драматичного театру імені Т. Г. Шевченка (1992-2006).

## Життєпис
Закінчив Київський державний інститут культури (1977, нині національний університет культури і мистецтв) та Державний інститут театрального мистецтва у м. Москві (ГІТІС, 1989).
Працював на викладацькій роботі у Теребовлянському культурно-освітньому училищі (нині вище училище культури), в Тернопільському обласному Будинку народної творчості, обласному управлінні культури.
Від 1985 — художній керівник Тернопільської обласної філармонії, в 1992-2006 — художній керівник Тернопільського обласного драматичного театру (нині академічний обласний драматичний театр).
Помер від інфаркту.

## Нагороди
Лауреат Всеукраїнської програми «Лідери регіонів» (2002).

## Вшанування пам'яті
2007 року засновано премію імені М. Форгеля фестивалю «Тернопільські театральні вечори. Дебют».